# 泰羅 (北卡羅萊納州)
泰羅（英語：Tyro）是位於美國北卡羅萊納州戴維森縣的普查規定居民點。

## 人口
根據2020年美國人口普查的數據，泰羅的面積為33.28平方千米，皆為陸地。當地共有人口8926人，而人口密度為每平方千米268.21人。